# Prîdolînivka, Vilneansk
Prîdolînivka (în ucraineană Придолинівка) este un sat în comuna Ternivka din raionul Vilneansk, regiunea Zaporijjea, Ucraina.

## Demografie
Componența lingvistică a localității Prîdolînivka
     Ucraineană (86,36%)
     Rusă (9,09%)
     Belarusă (4,55%)
Conform recensământului din 2001, majoritatea populației localității Prîdolînivka era vorbitoare de ucraineană (86,36%), existând în minoritate și vorbitori de rusă (9,09%) și belarusă (4,55%).